# José Antônio Peruzzo

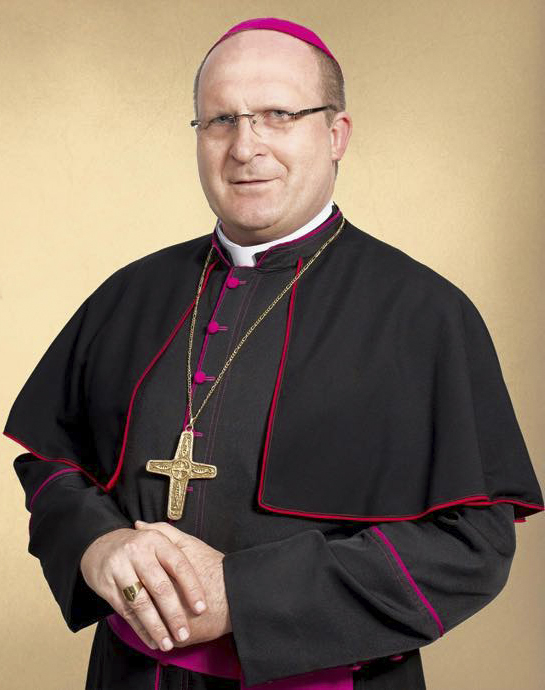
Erzbischof José Antônio Peruzzo

José Antônio Peruzzo (* 19. April 1960 in Cascavel, Paraná, Brasilien) ist ein römisch-katholischer Geistlicher und Erzbischof von Curitiba.

## Leben

Erzbischofswappen

José Antônio Peruzzo studierte unter anderem an der Katholischen Universität von Paraná und empfing am 22. Dezember 1985 das Sakrament der Priesterweihe. Er war anschließend als Theologieprofessor im Erzbistum Cascavel tätig und auch Pfarrer an der dortigen Kathedrale. Von 2002 bis 2004 hielt er sich an der Päpstlichen Universität Heiliger Thomas von Aquin in Rom auf und wurde zum Doctor theologiae promoviert.
Am 24. August 2005 ernannte ihn Papst Benedikt XVI. zum Bischof von Palmas-Francisco Beltrão. Der emeritierte Erzbischof von Cascavel, Armando Círio OSI, spendete ihm am 23. November desselben Jahres die Bischofsweihe; Mitkonsekratoren waren der Erzbischof von Cascavel, Lúcio Ignácio Baumgaertner, und der emeritierte Bischof von Palmas-Francisco Beltrão, Agostinho José Sartori OFMCap.
Papst Franziskus ernannte ihn am 7. Januar 2015 zum Erzbischof von Curitiba. Die Amtseinführung fand am 19. März desselben Jahres statt.